# Liste des teams O'Neill
La marque de vêtements de sport O'Neill est représenté dans divers sports de glisse par les sportifs suivants :

## Surf

### International
- Cory Lopez
- Jarrad Howse
- Melanie Bartels
- Rochelle Ballard
- Roy Powers
- Timmy Reyes

### Europe
- Amandine Sanchez
- Caroline Sarran
- Duncan Scott
- Hector Menendez
- Hugo Savalli
- Iker Fuentes
- Justin Mujica
- Robyn Davies
- Sam Lamiroy
- Xavier Leroy

## Snow board

### International
- Eirik Haugo
- Gian Simmen
- Mitch Toelderer
- Jeremy Jones
- Stefan Gimpl

### Europe
- Alex Coudray
- André Kuhlmann
- Anssi Manninen
- Caroline Béliard
- Daniela Roth
- Fredrik Evensen
- Janne Korpi
- Jessica Venables
- Thomas Harstad
- Zoé Smalley

## Ski

### Europe
- Arnaud Rougier
- Loris Falquet
- Nicolas Falquet
- Virginie Faivre

## Wind surf

### International
- Francisco Goya

### Europe
- Chris Audsley

## Kite surf

### Europe
- Kevin Langeree
- Mark Shinn

## Wake board

### International
- Aaron Reed
- Duncan Zuur
- Scott Byerly

### Europe
- Cyril Cornaro
- Will Christien